# エドワード・ポインター
初代准男爵、サー・エドワード・ジョン・ポインター（Sir Edward John Poynter, 1st Baronet, KB, 1836年3月20日 - 1919年7月26日）は、イギリスの画家、デザイナー、素描家、アート・アドミニストレイター。

## 略歴
建築家アンブローズ・ポインターの子として、パリで生まれる。イプスウィッチ・スクールとブライトン・カレッジで教育を受けるが、それ以前にも、ロンドン、ローマ（そこで彼はミケランジェロの崇拝者になった）、そしてパリではシャルル・グレイルの下で（そこで彼はジェームズ・マクニール・ホイッスラーと出会っている）学んでいた。彼の名が広く知られるようになったのは、『Israel in Egypt（エジプトのイスラエル人）』（1867年。彼の出世作）、『Visit of the Queen of Sheba（シバの女王の訪問）』（1871年 - 1875年）、『King Solomon（ソロモン王）』（1890年）といった、歴史を題材とした大作群であった。
ポインターはいくつもの公職に就いていた。ユニヴァーシティ・カレッジ・ロンドンの初代美術講座教授は彼だったし（任期：1871年 - 1875年）、ナショナル・アート・トレーニング・スクール校長（1875年 - 1881年）、ナショナル・ギャラリーのディレクター（1894年 - 1904年。この間にテート・ギャラリーが新設された）、1876年にはロイヤル・アカデミー会員にもなった。1896年にロイヤル・アカデミーの総裁だったジョン・エヴァレット・ミレーが死ぬと、ポインターはその後任者となり、騎士号も贈られた。1902年には準男爵を授爵した。
1866年、ポインターは美人姉妹として有名だったマクドナルド姉妹の三女アグネスと結婚した。姉妹の次女ジョージアナも著名な画家エドワード・バーン＝ジョーンズに嫁ぎ、長女アリスは詩人で文学者のラドヤード・キップリングの母となり、四女ルイーザは首相を3度も務めたスタンリー・ボールドウィンを生んでいる。
1995年の11月から12月にかけて、彼の母校であるブライトン・カレッジがポインターの個展を開いた。バーストウ画廊所蔵の絵画、それに『Life at Arms Length（手を伸ばせば届く人生）』と題されたスケッチが展示された。
日本には「世界の若かりし頃」（1891年、愛知県美術館）がある。

## 作品

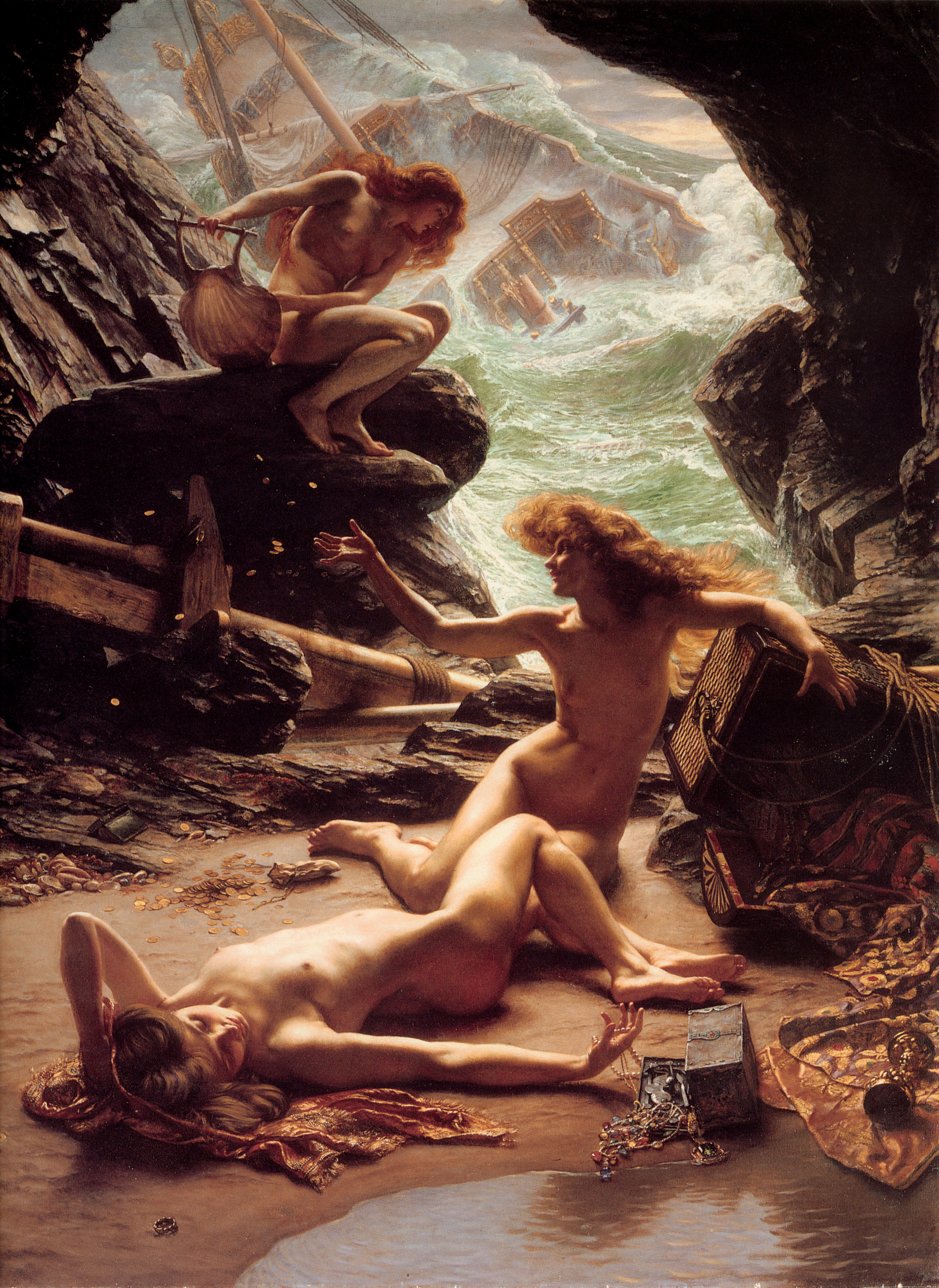
『嵐の洞窟　ニンフ　Cave of the Storm Nymphs 』（1903年）私蔵
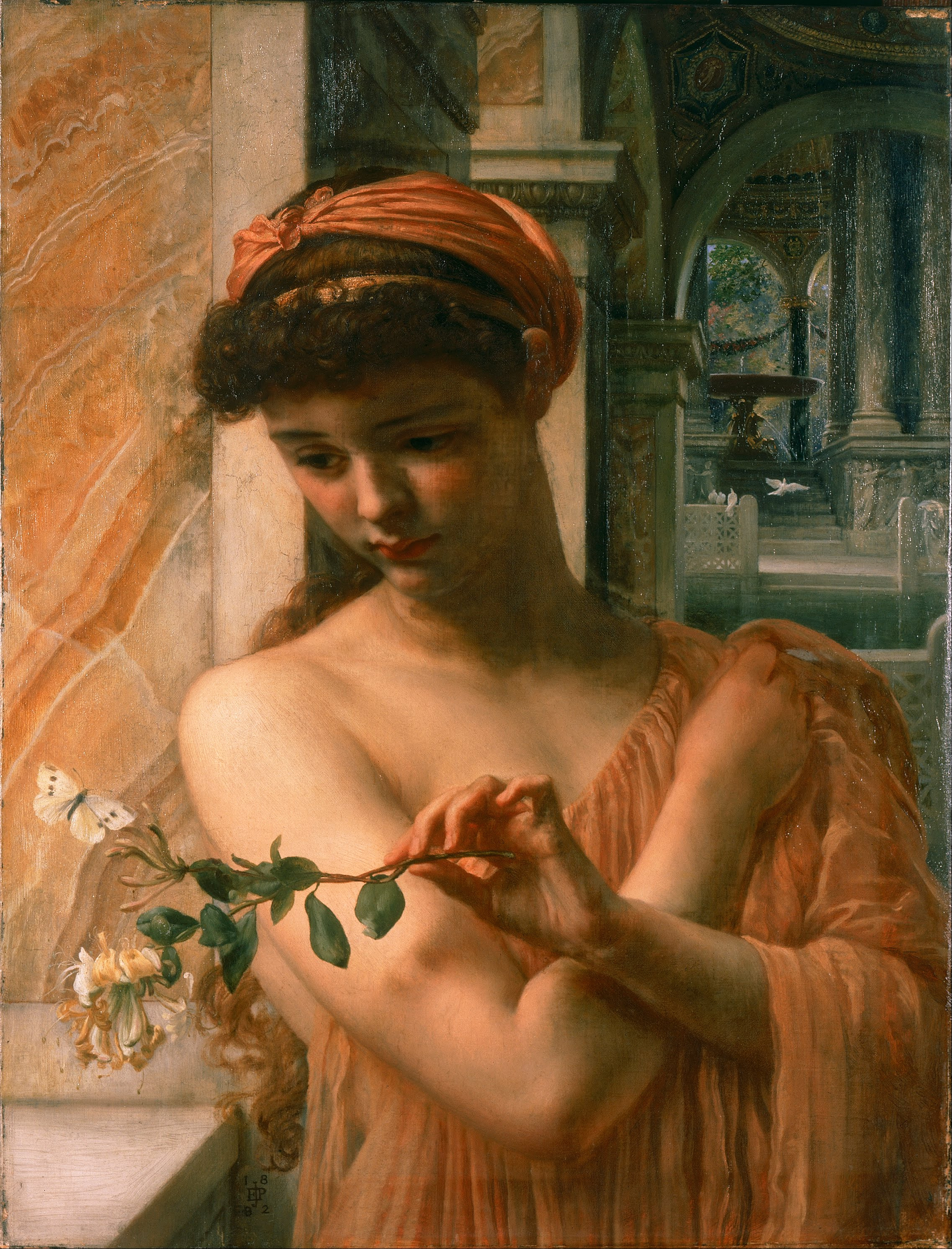
"Psyche in the Temple of Love"(1882)
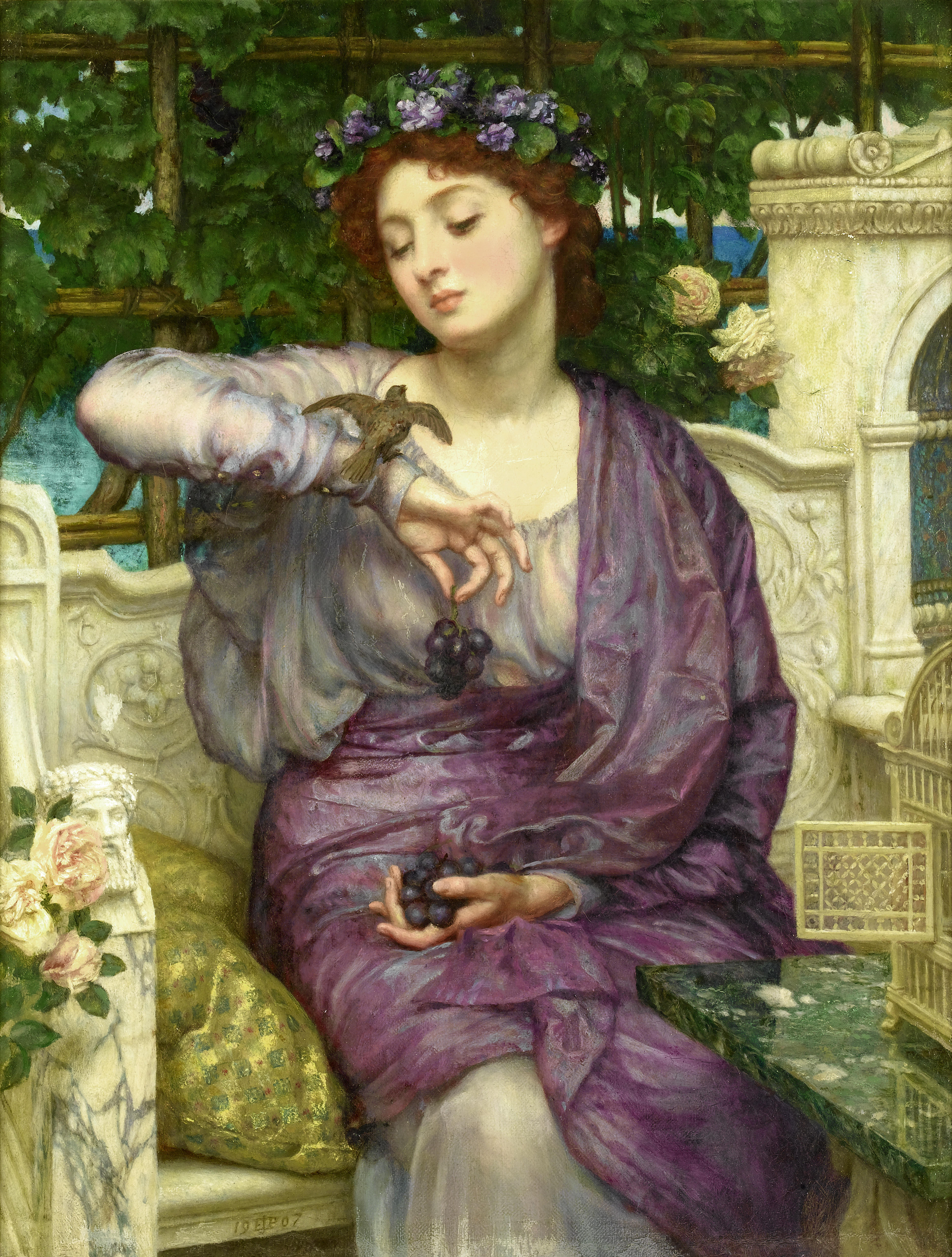
「レスビアと雀」(カトゥルスの詩から) (1907)
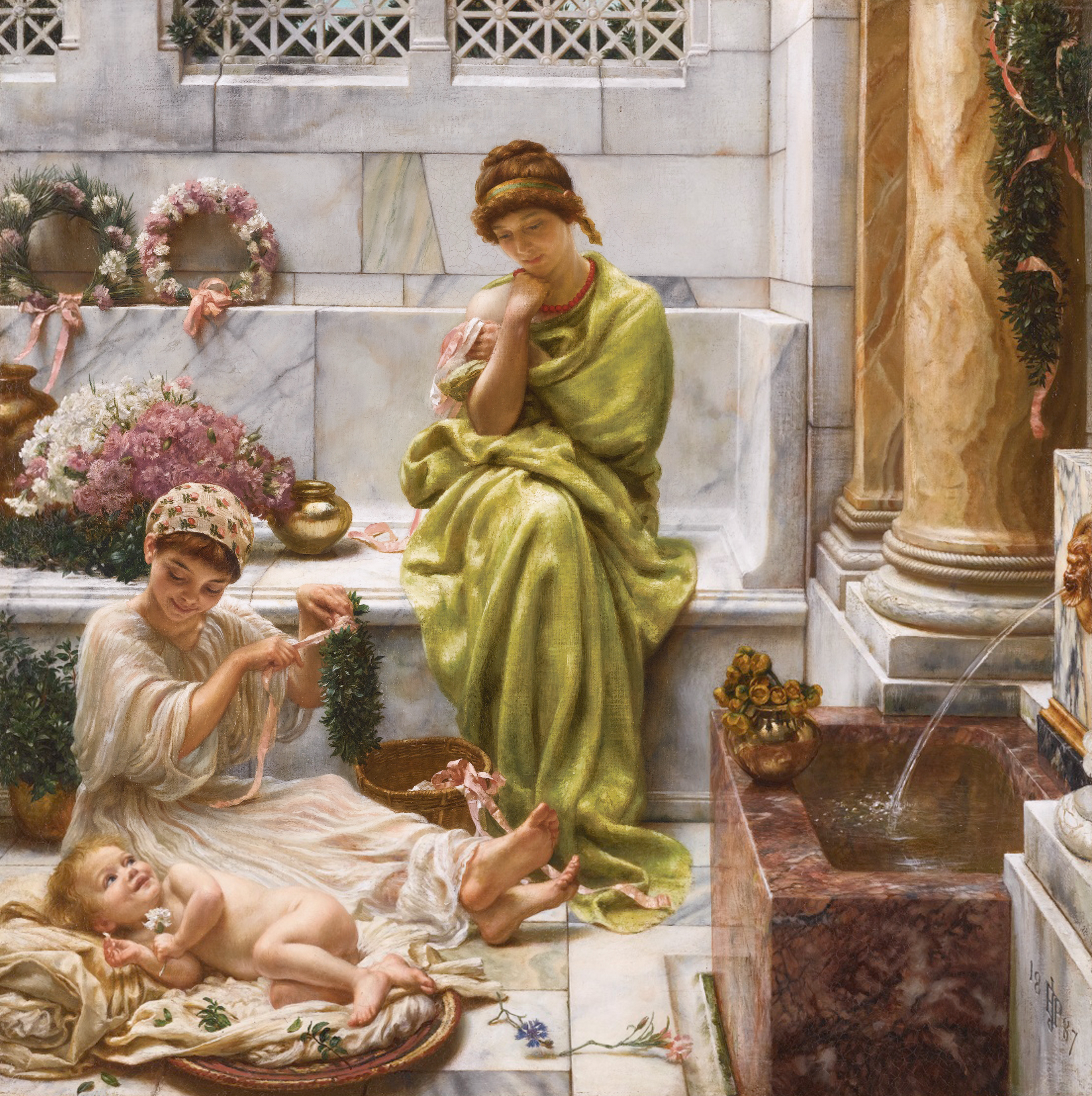
『市場の一角で』(1887)
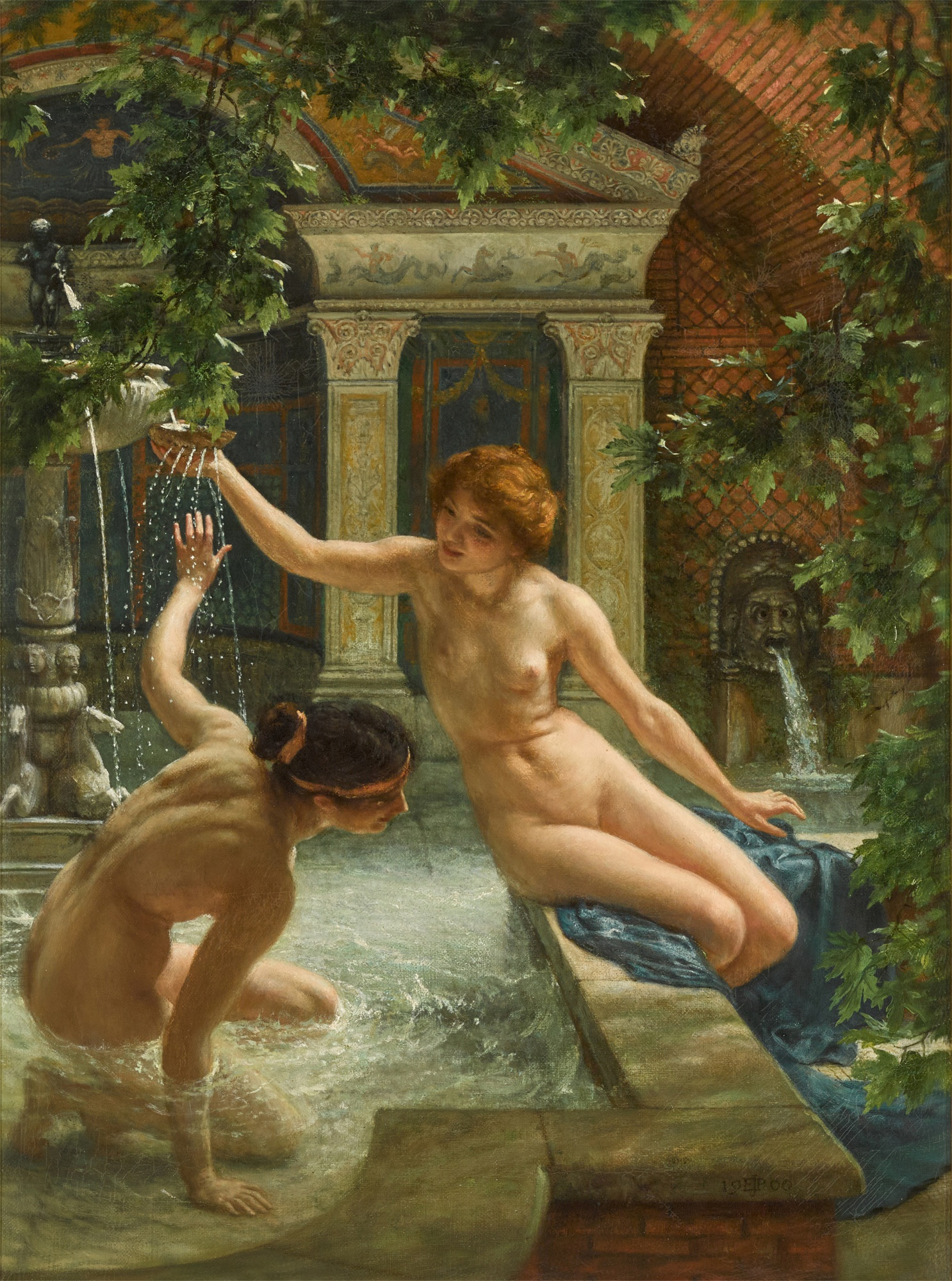
『水浴びをする少女たち』(1900頃)